# Wadim Pronski
Wadim Dienisowicz Pronski (ros. Вадим Денисович Пронский, ur. 4 czerwca 1998 w Astanie) – kazachski kolarz szosowy.
Kolarstwo uprawia również jego młodszy brat, Daniił Pronski.

## Osiągnięcia
Opracowano na podstawie:

2015
- 2. miejsce w Trofeo Guido Dorigo
- 2. miejsce w mistrzostwach Kazachstanu juniorów (jazda indywidualna na czas)

2016
- 1. miejsce w mistrzostwach Azji juniorów (jazda indywidualna na czas)
- 1. miejsce w mistrzostwach Kazachstanu juniorów (jazda indywidualna na czas)
- 2. miejsce w mistrzostwach Kazachstanu juniorów (start wspólny)
- 1. miejsce na 2. etapie Giro della Lunigiana
- 1. miejsce w klasyfikacji górskiej Giro di Basilicata

2017
- 2. miejsce w Bałtyk-Karkonosze Tour
  - 1. miejsce w klasyfikacji młodzieżowej
  - 1. miejsce na etapie 5a
- 1. miejsce w klasyfikacji młodzieżowej Giro Ciclistico della Valle d’Aosta Mont Blanc

2018
- 1. miejsce w Giro Ciclistico della Valle d’Aosta Mont Blanc
  - 1. miejsce w klasyfikacji punktowej
  - 1. miejsce na 4. etapie

2019
- 3. miejsce w Tour de Langkawi
- 1. miejsce w klasyfikacji młodzieżowej Tour de l’Ain
- 1. miejsce w klasyfikacji młodzieżowej Österreich-Rundfahrt
- 2. miejsce w Tour cycliste international de la Guadeloupe
  - 1. miejsce w klasyfikacji młodzieżowej
- 1. miejsce w klasyfikacji młodzieżowej Tour of Croatia

2021
- 3. miejsce w Adriatica Ionica Race
  - 1. miejsce w klasyfikacji młodzieżowej

2022
- 3. miejsce w Adriatica Ionica Race

## Rankingi
| Rok             | 2017 | 2018  | 2019 | 2020 | 2021 | 2022 | 2023 | 2024  |
| --------------- | ---- | ----- | ---- | ---- | ---- | ---- | ---- | ----- |
| World Ranking   | 923. | 1282. | 333. | 791. | 527. | 547. | 565. | 1336. |
| UCI Europe Tour | 785. | 793.  |      |      |      |      |      |       |
| UCI Asia Tour   | 251. | -     | 7.   | 34.  | 6.   | 22.  | 30.  | 94.   |
|                 |      |       |      |      |      |      |      |       |
| Źródło: UCI     |      |       |      |      |      |      |      |       |